# Categoría Primera A 2017
Die Categoría Primera A 2017, nach einem Sponsor Liga Águila genannt, war eine aus Apertura und Finalización bestehende Spielzeit der höchsten kolumbianischen Spielklasse im Fußball der Herren, die von der División Mayor del Fútbol Profesional Colombiano (DIMAYOR) ausgerichtet wird. Die Apertura war die fünfundachtzigste und die Finalización war die sechsundachtzigste Austragung der kolumbianischen Meisterschaft. Die Apertura begann am 3. Februar und endete am 18. Juni und die Finalización begann am 9. Juli und endete am 17. Dezember 2017.
Die Aufsteiger waren América de Cali und Tigres FC aus Soacha.
Meister der Apertura wurde Atlético Nacional, das sich im Finale gegen Deportivo Cali durchsetzte. Meister der Finalización wurde Millonarios FC, das das Finale gegen den Stadtrivelen Independiente Santa Fe gewann.
Als erster Absteiger stand Ende Oktober Tigres FC fest. Als zweiter Absteiger stand nach dem letzten Spieltag Cortuluá fest.

## Modus
Der Modus bleibt im Vergleich zum Vorjahr unverändert. Es werden zwei Meister ermittelt, einer für jede Halbserie. In beiden Phasen spielten zunächst alle 20 Mannschaften im Ligamodus einmal gegeneinander, zusätzlich gibt es einen Spieltag mit Clásicos, an dem Spiele mit Derby-Charakter ausgetragen werden. Die ersten acht Mannschaften qualifizieren sich für das Viertelfinale, auf das Halbfinale und Finale folgen. Bei der Auslosung der Viertelfinalspiele sind die Mannschaften auf den Plätzen eins bis vier im ersten Lostopf und bekommen eine Mannschaft der Plätze fünf bis acht zugelost. In der Finalrunde hat jeweils die in der Gesamttabelle besser platzierte Mannschaft im Rückspiel Heimrecht.
Jeder Halbserienmeister ist automatisch für die Copa Libertadores qualifiziert. Ein weiterer Platz wird an den Verein vergeben, der nach der Zusammenzählung aller Punkte und Tore der Phasen 1 und 2 der ersten und der zweiten Halbserienmeisterschaft am höchsten steht. Wenn ein Verein beide Halbserienmeisterschaften gewinnt, so wird der zweite Teilnehmer an der Libertadores nach demselben Verfahren ausgewählt. Ein vierter Startplatz wird an den Sieger der Copa Colombia vergeben. Wenn der Pokalsieger schon über die Liga qualifiziert ist, geht der Startplatz an den nächstbesten Verein der Gesamttabelle. Die vier Teilnehmer an der Copa Sudamericana werden nach demselben Schema ermittelt wie der dritte Libertadores-Teilnehmer: die Vereine, die in der Gesamtjahreswertung hinter diesem stehen, sind qualifiziert. Zwei direkte Absteiger in die Categoría Primera B werden durch eine gesonderte Abstiegstabelle bestimmt, die aus dem Durchschnitt der vergangenen drei Spielzeiten ermittelt wird.

## Teilnehmer
Die folgenden Vereine nahmen an den beiden Halbserien der Spielzeit 2017, Apertura und Finalización teil.
| Mannschaft | Stadt                     | Departamento             | Stadion                                     |
| --- | ------------------------- | ------------------------ | ------------------------------------------- |
| Alianza Petrolera | Barrancabermeja           | Santander                | Villa Zapata                                |
| América de Cali | Cali                      | Valle del Cauca          | Pascual Guerrero                            |
| Atlético Bucaramanga | Bucaramanga Floridablanca | Santander                | Alfonso López 1 Álvaro Gómez Hurtado        |
| Atlético Huila | Neiva                     | Huila                    | Plazas Alcid                                |
| Atlético Nacional | Medellín                  | Antioquia                | Atanasio Girardot                           |
| Cortuluá | Tuluá/Cali Palmira        | Valle del Cauca          | Pascual Guerrero 2 Francisco Rivera Escobar |
| Deportes Tolima | Ibagué                    | Tolima                   | Murillo Toro                                |
| Deportivo Cali | Cali/Palmira 3            | Valle del Cauca          | Deportivo Cali 4 Pascual Guerrero           |
| Deportivo Pasto | Pasto                     | Nariño                   | Libertad                                    |
| Envigado FC | Envigado                  | Antioquia                | Polideportivo Sur                           |
| Independiente Medellín | Medellín                  | Antioquia                | Atanasio Girardot                           |
| Independiente Santa Fe | Bogotá                    | Bogotá D.C.              | El Campín                                   |
| Jaguares de Córdoba | Montería                  | Córdoba                  | Jaraguay                                    |
| Junior | Barranquilla Cartagena    | Atlántico Bolívar        | Metropolitano 5 Jaime Morón León            |
| La Equidad | Bogotá                    | Bogotá D.C.              | Techo El Campín 6                           |
| Millonarios | Bogotá                    | Bogotá D.C.              | El Campín                                   |
| Once Caldas | Manizales                 | Caldas                   | Palogrande                                  |
| Patriotas | Tunja                     | Boyacá                   | Independencia                               |
| Rionegro Águilas | Rionegro                  | Antioquia                | Alberto Grisales                            |
| Tigres FC | Soacha/Bogotá             | Cundinamarca/Bogotá D.C. | Techo 7                                     |
| 1 Aufgrund von Umbauarbeiten am Estadio Alfonso López spielte Bucaramanga in der Apertura seine Heimspiele in Floridablanca.2 Das eigentliche Heimstadion von Cortuluá in Tuluá wurde für 2017 von der DIMAYOR nicht zugelassen, weswegen der Verein seine Heimspiele in Cali und Palmira austrug.3 Deportivo Cali hat seinen Sitz in Cali, das Estadio Deportivo Cali liegt aber in der Nachbargemeinde Palmira.4 Aufgrund von Umbauarbeiten am Estadio Deportivo Cali spielte Cali bis Mitte Februar seine Heimspiele im Estadio Pascual Guerrero.5 Aufgrund von Umbauarbeiten am Stadion in Barranquilla spielte Junior bis Mitte März seine Heimspiele in Cartagena.6 La Equidad trug die Heimspiele gegen América und Atlético Nacional wegen der vielen erwarteten Gästefans im größeren Stadion El Campín aus.7 Das ursprüngliche Heimstadion von Tigres in Soacha wurde von der DIMAYOR nicht zugelassen, weswegen der Verein seine Heimspiele in Bogotá austrug. |                           |                          |                                             |

## Apertura

### Ligaphase

#### Abschlusstabelle
| Pl. | Verein                     | Sp. | S  | U | N  | Tore    | Diff. | Punkte |
| --- | -------------------------- | --- | -- | - | -- | ------- | ----- | ------ |
| 1.  | Atlético Nacional (P)      | 20  | 15 | 4 | 1  | 033:900 | +24   | 49     |
| 2.  | Independiente Medellín     | 20  | 13 | 3 | 4  | 035:230 | +12   | 42     |
| 3.  | Deportivo Pasto            | 20  | 10 | 5 | 5  | 031:200 | +11   | 35     |
| 4.  | Millonarios FC             | 20  | 10 | 3 | 7  | 029:170 | +12   | 33     |
| 5.  | Jaguares de Córdoba        | 20  | 8  | 7 | 5  | 018:160 | +2    | 31     |
| 6.  | Deportivo Cali             | 20  | 7  | 9 | 4  | 027:200 | +7    | 30     |
| 7.  | América de Cali (N)        | 20  | 8  | 5 | 7  | 026:210 | +5    | 29     |
| 8.  | Atlético Bucaramanga       | 20  | 8  | 5 | 7  | 016:170 | −1    | 29     |
| 9.  | Independiente Santa Fe (M) | 20  | 7  | 7 | 6  | 016:200 | −4    | 28     |
| 10. | Alianza Petrolera          | 20  | 7  | 6 | 7  | 024:240 | ±0    | 27     |
| 11. | Patriotas Boyacá           | 20  | 5  | 9 | 6  | 017:180 | −1    | 24     |
| 12. | Junior                     | 20  | 6  | 5 | 9  | 025:260 | −1    | 23     |
| 13. | La Equidad                 | 20  | 5  | 8 | 7  | 015:180 | −3    | 23     |
| 14. | Rionegro Águilas           | 20  | 4  | 9 | 7  | 014:210 | −7    | 21     |
| 15. | Atlético Huila             | 20  | 6  | 3 | 11 | 016:250 | −9    | 21     |
| 16. | Once Caldas                | 20  | 5  | 6 | 9  | 018:290 | −11   | 21     |
| 17. | Deportes Tolima            | 20  | 5  | 5 | 10 | 024:280 | −4    | 20     |
| 18. | Tigres FC (N)              | 20  | 4  | 7 | 9  | 011:230 | −12   | 19     |
| 19. | Envigado FC                | 20  | 4  | 6 | 10 | 018:260 | −8    | 18     |
| 20. | Cortuluá                   | 20  | 4  | 6 | 10 | 019:310 | −12   | 18     |

| (M) | Meister Finalización 2016: Independiente Santa Fe                  |
| (P) | Pokalsieger 2016: Atlético Nacional                                |
| (N) | Aufsteiger aus der Categoría Primera B: América de Cali, Tigres FC |

### Finalrunde

#### Viertelfinale
Die Hinspiele wurden am 31. Mai und am 1. Juni und die Rückspiele am 3. und 4. Juni 2017 ausgetragen.
|                      | Gesamt |                        | Hinspiel | Rückspiel |
| -------------------- | ------ | ---------------------- | -------- | --------- |
| Jaguares de Córdoba  | 3:6    | Atlético Nacional      | 1:3      | 2:3       |
| Deportivo Cali       | 5:4    | Independiente Medellín | 4:1      | 1:3       |
| América de Cali      | 1:0    | Deportivo Pasto        | 0:0      | 1:0       |
| Atlético Bucaramanga | 2:4    | Millonarios FC         | 2:2      | 0:2       |

#### Halbfinale
Die Hinspiele wurden am 7. und 8. und die Rückspiele am 11. Juni 2017 ausgetragen.
|                 | Gesamt |                   | Hinspiel | Rückspiel |
| --------------- | ------ | ----------------- | -------- | --------- |
| Millonarios FC  | 0:1    | Atlético Nacional | 0:0      | 0:1       |
| América de Cali | 0:2    | Deportivo Cali    | 0:0      | 0:2       |

#### Finale
Das Hinspiel wurde am 14. und das Rückspiel am 18. Juni 2017 ausgetragen.
|                | Gesamt |                   | Hinspiel | Rückspiel |
| -------------- | ------ | ----------------- | -------- | --------- |
| Deportivo Cali | 3:5    | Atlético Nacional | 2:0      | 1:5       |

##### Hinspiel
| Paarung           | Deportivo Cali – Atlético Nacional |
| Ergebnis          | 2:0 (1:0) |
| Datum             | 14. Juni 2017 um 19:00 Uhr (UTC−5) |
| Stadion           | Estadio Deportivo Cali, Palmira |
| Zuschauer         | 22.000 |
| Schiedsrichter    | Mario Herrera (Meta) |
| Tore              | 1:0 Germán Mera (45.) 2:0 Jefferson Duque(65.) |
| Deportivo Cali    | Pablo Mina, Luis Manuel Orejuela, Daniel Rosero Valencia, Germán Mera, Jeison Angulo, Andrés Eduardo Pérez, Kevin Balanta (82. Nicolás Albarracín), Nicolás Benedetti (88. Mayer Candelo), Fabián Sambueza, César Amaya, Jefferson Duque (70. Daniel Giraldo) Cheftrainer: Héctor Cárdenas |
| Atlético Nacional | Franco Armani, Mateus Uribe, Carlos Cuesta, Alexis Henríquez, Farid Díaz, Diego Arias (46. Aldo Leão Ramírez), Elkin Blanco, Macnelly Torres, Rodin Quiñónes (30. Luis Carlos Ruiz), Andrés Felipe Ibargüen (73. Ezequiel Palomeque), Dayro Moreno Cheftrainer: Reinaldo Rueda             |
| Gelbe Karten      | Andrés Eduardo Pérez, Fabián Sambueza, Luis Manuel Orejuela – Luis Carlos Ruiz |
| Platzverweise     | keine – Alexis Henríquez |

##### Rückspiel
| Paarung           | Atlético Nacional – Deportivo Cali |
| Ergebnis          | 5:1 (1:0) |
| Datum             | 18. Juni 2017 um 19:00 Uhr (UTC−5) |
| Stadion           | Estadio Atanasio Girardot, Medellín |
| Zuschauer         | 44.189 |
| Schiedsrichter    | Andrés Rojas (Bogotá) |
| Tore              | 1:0 Macnelly Torres (7.) 2:0 Matheus Uribe (15.) 2:1 Daniel Bocanegra (19., Eigentor) 3:1 Andrés Ibargüen (40.) 4:1 Dayro Moreno (74., Elfmeter) 5:1 Rodin Quiñones (77.) |
| Atlético Nacional | Franco Armani, Daniel Bocanegra (82. Ezequiel Palomeque), Carlos Cuesta, Francisco Nájera, Farid Díaz (11. Edwin Velasco), Elkin Blanco (65. Diego Arias), Mateus Uribe, Macnelly Torres, Rodin Quiñónes, Andrés Felipe Ibargüen, Dayro Moreno Cheftrainer: Reinaldo Rueda                 |
| Deportivo Cali    | Pablo Mina, Nilson Castrillón (76. Miguel Murillo), Daniel Rosero Valencia, Germán Mera, Jeison Angulo, Andrés Eduardo Pérez, Kevin Balanta (32. Daniel Giraldo), Andrés Felipe Roa, Fabián Sambueza, César Amaya (45. Abel Enrique Aguilar), Jefferson Duque Cheftrainer: Héctor Cárdenas |
| Gelbe Karten      | Elkin Blanco, Dayro Moreno, Farid Díaz, Rodin Quiñones – Abel Aguilar, Fabián Sambueza, Germán Mera, Daniel Giraldo |
| Platzverweise     | Edwin Velasco – keine |

### Torschützenliste
Bei gleicher Anzahl von Treffern sind die Spieler alphabetisch geordnet.
| Pl. | Spieler                 | Mannschaft             | Tore |
| --- | ----------------------- | ---------------------- | ---- |
| 1.  | Dayro Moreno            | Atlético Nacional      | 14   |
| 2.  | Feiver Mercado          | Cortuluá               | 11   |
| 3.  | Jefferson Duque         | Deportivo Cali         | 10   |
| 4.  | César Augusto Arias     | Alianza Petrolera      | 9    |
| 4.  | Cristian Martínez Borja | América de Cali        | 9    |
| 4.  | Santiago Tréllez        | Deportivo Pasto        | 9    |
| 7.  | Sergio Óscar Almirón    | Atlético Huila         | 8    |
| 7.  | Juan Quintero           | Independiente Medellín | 8    |
| 7.  | Yamilson Rivera         | Deportivo Pasto        | 8    |
| 10. | Uvaldo Luna             | Patriotas Boyacá       | 7    |
| 10. | Roberto Ovelar          | Junior                 | 7    |
| 10. | Duvier Riascos          | Millonarios FC         | 7    |
| 10. | Fabián Sambueza         | Deportivo Cali         | 7    |

## Finalización

### Ligaphase

#### Abschlusstabelle
| Pl. | Verein                   | Sp. | S  | U | N  | Tore    | Diff. | Punkte |
| --- | ------------------------ | --- | -- | - | -- | ------- | ----- | ------ |
| 1.  | Junior                   | 20  | 12 | 3 | 5  | 032:150 | +17   | 39     |
| 2.  | Independiente Santa Fe   | 20  | 11 | 6 | 3  | 021:100 | +11   | 39     |
| 3.  | Atlético Nacional (M, P) | 20  | 12 | 2 | 6  | 025:120 | +13   | 38     |
| 4.  | Millonarios FC           | 20  | 10 | 6 | 4  | 026:140 | +12   | 36     |
| 5.  | Deportes Tolima          | 20  | 9  | 6 | 5  | 025:200 | +5    | 33     |
| 6.  | América de Cali (N)      | 20  | 8  | 7 | 5  | 019:150 | +4    | 31     |
| 7.  | La Equidad               | 20  | 7  | 9 | 4  | 025:180 | +7    | 30     |
| 8.  | Jaguares de Córdoba      | 20  | 7  | 7 | 6  | 025:210 | +4    | 28     |
| 9.  | Independiente Medellín   | 20  | 7  | 6 | 7  | 023:200 | +3    | 27     |
| 10. | Atlético Huila           | 20  | 7  | 6 | 7  | 021:230 | −2    | 27     |
| 11. | Envigado FC              | 20  | 7  | 5 | 8  | 019:230 | −4    | 26     |
| 12. | Tigres FC (N)            | 20  | 7  | 5 | 8  | 013:190 | −6    | 26     |
| 13. | Cortuluá                 | 20  | 7  | 3 | 10 | 017:280 | −11   | 24     |
| 14. | Deportivo Cali           | 20  | 6  | 5 | 9  | 025:320 | −7    | 23     |
| 15. | Deportivo Pasto          | 20  | 6  | 3 | 11 | 025:290 | −4    | 21     |
| 16. | Patriotas Boyacá         | 20  | 4  | 9 | 7  | 019:250 | −6    | 21     |
| 17. | Once Caldas              | 20  | 5  | 6 | 9  | 016:240 | −8    | 21     |
| 18. | Alianza Petrolera        | 20  | 5  | 4 | 11 | 016:280 | −12   | 19     |
| 19. | Atlético Bucaramanga     | 20  | 4  | 6 | 10 | 018:240 | −6    | 18     |
| 20. | Rionegro Águilas         | 20  | 4  | 6 | 10 | 016:260 | −10   | 18     |

| (M, P) | Meister Apertura 2017 und Pokalsieger 2016: Atlético Nacional      |
| (N)    | Aufsteiger aus der Categoría Primera B: América de Cali, Tigres FC |

#### Viertelfinale
Die Hinspiele wurden vom 25. bis 27. November und die Rückspiele vom 29. November bis 3. Dezember 2017 ausgetragen.
|                     | Gesamt          |                        | Hinspiel | Rückspiel |
| ------------------- | --------------- | ---------------------- | -------- | --------- |
| América de Cali     | 2:2 (4:2 i. E.) | Junior                 | 0:0      | 2:2       |
| Jaguares de Córdoba | 1:4             | Independiente Santa Fe | 0:0      | 1:4       |
| Deportes Tolima     | 2:2 (3:1 i. E.) | Atlético Nacional      | 1:0      | 1:2       |
| La Equidad          | 2:3             | Millonarios FC         | 1:1      | 1:2       |

#### Halbfinale
Die Hinspiele wurden am 6. und 7. und die Rückspiele am 9. und 10. Dezember 2017 ausgetragen.
|                 | Gesamt |                        | Hinspiel | Rückspiel |
| --------------- | ------ | ---------------------- | -------- | --------- |
| América de Cali | 1:2    | Millonarios FC         | 1:2      | 0:0       |
| Deportes Tolima | 1:2    | Independiente Santa Fe | 0:1      | 1:1       |

#### Finale
Das Hinspiel wurde am 13. und das Rückspiel am 17. Dezember 2017 ausgetragen. Millonarios gewann das Hinspiel 1:0. Das Rückspiel endete 2:2. Damit gewann Millonarios die 15. Meisterschaft der Vereinsgeschichte.
|                | Gesamt |                        | Hinspiel | Rückspiel |
| -------------- | ------ | ---------------------- | -------- | --------- |
| Millonarios FC | 3:2    | Independiente Santa Fe | 1:0      | 2:2       |

##### Hinspiel
| Paarung                | Millonarios FC – Independiente Santa Fe |
| Ergebnis               | 1:0 (1:0) |
| Datum                  | 13. Dezember 2017 um 19:30 Uhr (UTC−5) |
| Stadion                | Estadio Nemesio Camacho („El Campín“), Bogotá |
| Zuschauer              | 31.000 |
| Schiedsrichter         | Luis Sánchez (Valle del Cauca) |
| Tore                   | 1:0 Matías de los Santos (32.) |
| Millonarios FC         | Nicolás Vikonis, Jair Palacios, Matías de los Santos, Andrés Cadavid, Felipe Banguero, John Duque, Juan Domínguez, David Macalister Silva (86. Henry Rojas), Harold Santiago Mosquera, Duvier Riascos (82. Jader Valencia), Ayron del Valle (77. Christian Camilo Huérfano) Cheftrainer: Miguel Ángel Russo |
| Independiente Santa Fe | Róbinson Zapata, Víctor Giraldo, Héctor Urrego, William Tesillo, Dairon Mosquera, Yeison Gordillo, Juan Daniel Roa, Baldomero Perlaza (70. Omar Sebastián Pérez), Anderson Plata, Jhon Pajoy (45. Juan David Valencia), Wilson Morelo (70. Humberto Osorio) Cheftrainer: Gregorio Pérez                     |
| Gelbe Karten           | Andrés Cadavid – Héctor Urrego, Anderson Plata, Dairon Mosquera |

##### Rückspiel
| Paarung                | Independiente Santa Fe – Millonarios FC |
| Ergebnis               | 2:2 (1:0) |
| Datum                  | 17. Dezember 2017 um 19:00 Uhr (UTC−5) |
| Stadion                | Estadio Nemesio Camacho („El Campín“), Bogotá |
| Zuschauer              | 36.000 |
| Schiedsrichter         | Wilmar Roldán (Antioquia) |
| Tore                   | 1:0 Wilson Morelo (18.) 1:1 Andrés Cadavid (55.) 2:1 Wilson Morelo (83.) 2:2 Henry Rojas (85.) |
| Independiente Santa Fe | Róbinson Zapata, Víctor Giraldo (69. Omar Sebastián Pérez), Héctor Urrego, William Tesillo, Dairon Mosquera, Juan Daniel Roa, Yeison Gordillo (75. Sebastián Salazar), Baldomero Perlaza, Anderson Plata, Jhon Pajoy (71. Juan David Valencia), Wilson Morelo Cheftrainer: Gregorio Pérez        |
| Millonarios FC         | Nicolás Vikonis, Jair Palacios, Matías De Los Santos, Andrés Cadavid, Felipe Banguero, John Duque, Juan Domínguez (69. Anier Figueroa), David Macalister Silva (76. Henry Rojas), Harold Santiago Mosquera (87. Janeiler Rivas), Duvier Riascos, Ayron del Valle Cheftrainer: Miguel Ángel Russo |

### Torschützenliste
Bei gleicher Anzahl von Treffern sind die Spieler alphabetisch geordnet.
| Pl. | Spieler             | Mannschaft             | Tore |
| --- | ------------------- | ---------------------- | ---- |
| 1.  | Yimmi Chará         | Junior                 | 11   |
| 1.  | Ayron del Valle     | Millonarios FC         | 11   |
| 1.  | Dayro Moreno        | Atlético Nacional      | 11   |
| 1.  | Carmelo Valencia    | La Equidad             | 11   |
| 5.  | Ángelo Rodríguez    | Deportes Tolima        | 9    |
| 6.  | Wilson Morelo       | Independiente Santa Fe | 8    |
| 6.  | Marco Pérez Murillo | Deportes Tolima        | 8    |
| 6.  | Agustín Vuletich    | Rionegro Águilas       | 8    |
| 9.  | Teófilo Gutiérrez   | Junior                 | 7    |
| 9.  | Pablo José Rojas    | Jaguares de Córdoba    | 7    |

## Gesamttabelle
Für die Reclasificación werden alle Spiele der Spielzeit 2017 sowohl der Liga- als auch der Finalphase zusammengezählt, um die weiteren Teilnehmer neben den jeweiligen Meistern der Halbserien an den kontinentalen Wettbewerben zu ermitteln. Die Absteiger werden durch eine gesonderte Abstiegstabelle ermittelt.
| Pl.                      | Verein                 | Sp. | S  | U  | N  | Tore    | Diff. | Punkte |
| ------------------------ | ---------------------- | --- | -- | -- | -- | ------- | ----- | ------ |
| 1.                       | Atlético Nacional      | 48  | 32 | 7  | 9  | 072:290 | +43   | 103    |
| 2.                       | Millonarios FC         | 50  | 24 | 14 | 12 | 067:390 | +28   | 86     |
| 3.                       | Independiente Santa Fe | 46  | 20 | 16 | 10 | 045:350 | +10   | 76     |
| 4.                       | Independiente Medellín | 42  | 21 | 9  | 12 | 062:480 | +14   | 72     |
| 5.                       | América de Cali        | 48  | 17 | 17 | 14 | 049:420 | +7    | 68     |
| 6.                       | Junior                 | 42  | 18 | 10 | 14 | 059:430 | +16   | 64     |
| 7.                       | Deportivo Cali         | 46  | 16 | 15 | 15 | 062:610 | +1    | 63     |
| 8.                       | Jaguares de Córdoba    | 44  | 15 | 15 | 14 | 047:470 | ±0    | 60     |
| 9.                       | Deportivo Pasto        | 42  | 16 | 9  | 17 | 056:500 | +6    | 57     |
| 10.                      | Deportes Tolima        | 44  | 15 | 12 | 17 | 052:520 | ±0    | 57     |
| 11.                      | La Equidad             | 42  | 12 | 18 | 12 | 042:390 | +3    | 54     |
| 12.                      | Atlético Bucaramanga   | 42  | 12 | 12 | 18 | 036:450 | −9    | 48     |
| 13.                      | Atlético Huila         | 40  | 13 | 9  | 18 | 037:480 | −11   | 48     |
| 14.                      | Alianza Petrolera      | 40  | 12 | 10 | 18 | 040:520 | −12   | 46     |
| 15.                      | Patriotas Boyacá       | 40  | 9  | 18 | 13 | 036:430 | −7    | 45     |
| 16.                      | Tigres FC              | 40  | 11 | 12 | 17 | 024:420 | −18   | 45     |
| 17.                      | Envigado FC            | 40  | 11 | 11 | 18 | 037:490 | −12   | 44     |
| 18.                      | Once Caldas            | 40  | 10 | 12 | 18 | 034:520 | −18   | 42     |
| 19.                      | Cortuluá               | 40  | 11 | 9  | 20 | 036:590 | −23   | 42     |
| 20.                      | Rionegro Águilas       | 40  | 8  | 15 | 17 | 030:470 | −17   | 39     |
| Stand: 17. Dezember 2017 |                        |     |    |    |    |         |       |        |

## Abstiegstabelle
Für die Abstiegstabelle wurden die Ligaphasen der Hin- und Rückserien der Jahre 2015, 2016 und 2017 zusammengezählt. Die jeweiligen Aufsteiger erhielten die Punktzahl der letzten nicht abgestiegenen Mannschaft des Vorjahrs.
| Pl. | Verein                 | Sp. | T   | GT  | Diff. | Pkt. | Prom. |
| --- | ---------------------- | --- | --- | --- | ----- | ---- | ----- |
| 20. | Tigres FC              | 120 | 94  | 157 | −63   | 122  | 1.017 |
| 19. | Cortuluá               | 120 | 129 | 161 | −32   | 132  | 1.1   |
| 18. | Atlético Bucaramanga   | 120 | 120 | 154 | −34   | 133  | 1.108 |
| 17. | Jaguares de Córdoba    | 120 | 114 | 153 | −39   | 136  | 1.133 |
| 16. | América de Cali        | 120 | 116 | 152 | −36   | 137  | 1.142 |
| 15. | Deportivo Pasto        | 120 | 130 | 170 | −40   | 139  | 1.158 |
| 14. | Alianza Petrolera      | 120 | 121 | 140 | −19   | 146  | 1.217 |
| 13. | Atlético Huila         | 120 | 118 | 151 | −33   | 147  | 1.225 |
| 12. | Once Caldas            | 120 | 139 | 145 | 0-6   | 150  | 1.25  |
| 11. | La Equidad             | 120 | 127 | 141 | −14   | 149  | 1.241 |
| 10. | Rionegro Águilas       | 120 | 123 | 130 | 0-7   | 153  | 1.275 |
| 9.  | Envigado FC            | 120 | 120 | 122 | 0-2   | 156  | 1.3   |
| 8.  | Patriotas              | 120 | 122 | 122 | 0     | 164  | 1.367 |
| 7.  | Deportes Tolima        | 120 | 151 | 126 | +25   | 178  | 1.483 |
| 6.  | Deportivo Cali         | 120 | 178 | 149 | +29   | 186  | 1.55  |
| 5.  | Junior                 | 120 | 168 | 127 | +41   | 196  | 1.633 |
| 4.  | Independiente Santa Fe | 120 | 142 | 97  | +45   | 199  | 1.658 |
| 3.  | Millonarios            | 120 | 169 | 110 | +59   | 201  | 1.675 |
| 2.  | Independiente Medellín | 120 | 176 | 126 | +50   | 212  | 1.767 |
| 1.  | Atlético Nacional      | 120 | 198 | 91  | +107  | 242  | 2.017 |